# 晋宁军
晋宁军，北宋时设置的军。
元符二年（1099年）以葭芦寨置，治所在今陕西省佳县。属河东路。辖境约当今陕西省佳县、吴堡县和山西省临县等地。为宋防御西夏重镇。金朝大定二十二年（1182年）改为晋宁州。 